# Summo iugiter studio
Summo iugiter studio  ist eine Enzyklika von Papst Gregor XVI. vom 27. Mai 1832 und trägt den Untertitel: „Über die Mischehen“. In seinem Päpstlichen Rundschreiben geht er schwerpunktmäßig auf die Entwicklungen in Bayern ein, lobt deren Verhalten und bittet König Ludwig I. von Bayern um Unterstützung.

## Grundsatz
Papst Gregor XVI. definierte mit dieser Enzyklika, dass unter Mischehe eine Heirat zu verstehen sei, bei welcher die beiden Partner verschiedenen religiösen Gemeinschaften angehören, darunter fallen die Ehen zwischen Katholiken und nichtkatholischen Christen. Der Papst erklärte auch, dass in der Vergangenheit – in Übereinstimmung mit dem Corpus Juris Canonici – Ausnahmen erlaubt worden seien. Diese Ausnahmen dürften aber nicht zu Nachteilen des katholischen Partners führen, und es sei festgelegt, dass die Kinder aus diesen Ehen im katholischen Glauben erzogen werden müssen.

## Feststellungen
Papst Gregor XVI. bemängelt die liberale Handhabung der sogenannten Mischehen in einigen Diözesen. Er verurteilt die Missachtung der Bestimmungen und beklagt, dass die Kinder aus diesen Ehen nicht im katholischen Sinne erzogen würden. Diese Entwicklungen, so stellte er fest, verliefen in die Richtung von Ketzerei. In einem weiteren Absatz ging Gregor XVI. auf die geschichtliche Entwicklung ein und erklärte, warum die Mischehe gegen die Glaubensgrundsätze verstoße.

## Lob für die Katholiken in Bayern
Eine besondere Belobigung erhalten die katholischen Bayern, denn – so schreibt der Papst – die meisten der Bayern hielten zum katholischen Glauben und lebten im aufrichtigen Gehorsam zur kirchlichen Autorität. Auch die Standhaftigkeit aller Geistlichen, die die Bestimmungen des Kanons beachteten und befolgten, sei besonders anzuerkennen. Der Papst brachte seine Hoffnung zum Ausdruck, dass dieser Rundbrief die Kraft und die Bereitschaft zum Leben im Glauben stärken möge. Ausdrücklich bedankte er sich bei König Ludwig I. von Bayern für dessen Loyalität zum Heiligen Stuhl und bat ihn um Unterstützung zur Einhaltung des Kanonischen Rechts.

## Verantwortung der Geistlichen
Eindringlich ermahnte der Papst die Geistlichen und verwarnte sie wegen einiger Missachtungen. So betonte er auch, dass es die Pflicht der Geistlichen sei, vor der Mischehe zu warnen und diese gegebenenfalls nicht zu erlauben. Dieses Verbot beinhalte auch die Verweigerung der Ehebekanntmachung (Aufgebot) und eigenständiger Dispensschreiben. Er warnte vor solchen Handlungen und erklärte, dass diese für den Glauben schädlich seien. Des Weiteren verbot er ausdrücklich die Wiederverheiratung von geschiedenen Partnern des katholischen Glaubens, diese Ehen wären nicht im Einklang mit dem kanonischen Recht und müssten widerrufen werden.